# Guido Mazzoni (skald)
Guido Mazzoni, född 12 juni 1859 i Florens, död där 29 maj 1943, var en italiensk litteraturhistoriker, skald och kritiker. 
Mazzoni, som var lärjunge till Alessandro d'Ancona, Salvatore Schillachi och Giosuè Carducci, blev professor i italiensk litteratur 1887 i Padua och 1894 i Florens. Han öppnade, stödjande sig på klassiciteten, nya vägar och kom med nya idéer för den italienska litteraturforskningen. Som sekreterare i Accademia della Crusca göt han nytt liv i detta litterära sällskap. Formmässigt följde han Carduccis försök med de antika versslagen i Odi barbare-formen. Mest känd är han för sina barocka skildringar av det intima familjelivet. 
Tillsammans med ett tiotal av Italiens övriga främsta litteraturhistoriker medverkade Mazzoni i författandet av "Storia letteraria d'Italia", av vilken han behandlade 1800-talets italienska litteratur i L'Ottocento (1903–10) och tillsammans med Giuseppe Picciòla utgav han 1911 en Carducci-antologi. 

### Diktsamlingar
- Versi (1880)
- Poesie (1882)
- Nuove poesie (1886)
- Le voci della vita (1893)
- Cinquanta epigrammi (1910)